# Klinisk psykologi
Klinisk psykologi är den gren av tillämpad psykologi, som inbegriper diagnostisering och behandling av psykopatologi.
Diagnoser återinns i så kallade diagnosmanualer. Parallellt används två diagnosmanualer världen över, DSM-5 och ICD-10.
I Sverige är ICD-10 den officiella diagnosmanualen, men många som arbetar inom den svenska psykiatrin föredrar att använda DSM-5. Eftersom ICD-10 är det officiella svenska systemet har Socialstyrelsen utformat ett speciellt översättningssystem, så att en diagnos som är ställd med DSM-5 kan översättas till ICD-10.
Dock går det att ifrågasätta vikten och validiteten i diagnoser. Det har visats att symtom inte korrelerar med varandra på samma sätt som diagnoser antyder. Samtidigt går fältet klinisk psykologi mer och mer mot transdiagnostiska förklaringsmodeller och behandlingar.